# Schneeglöckchenbaum

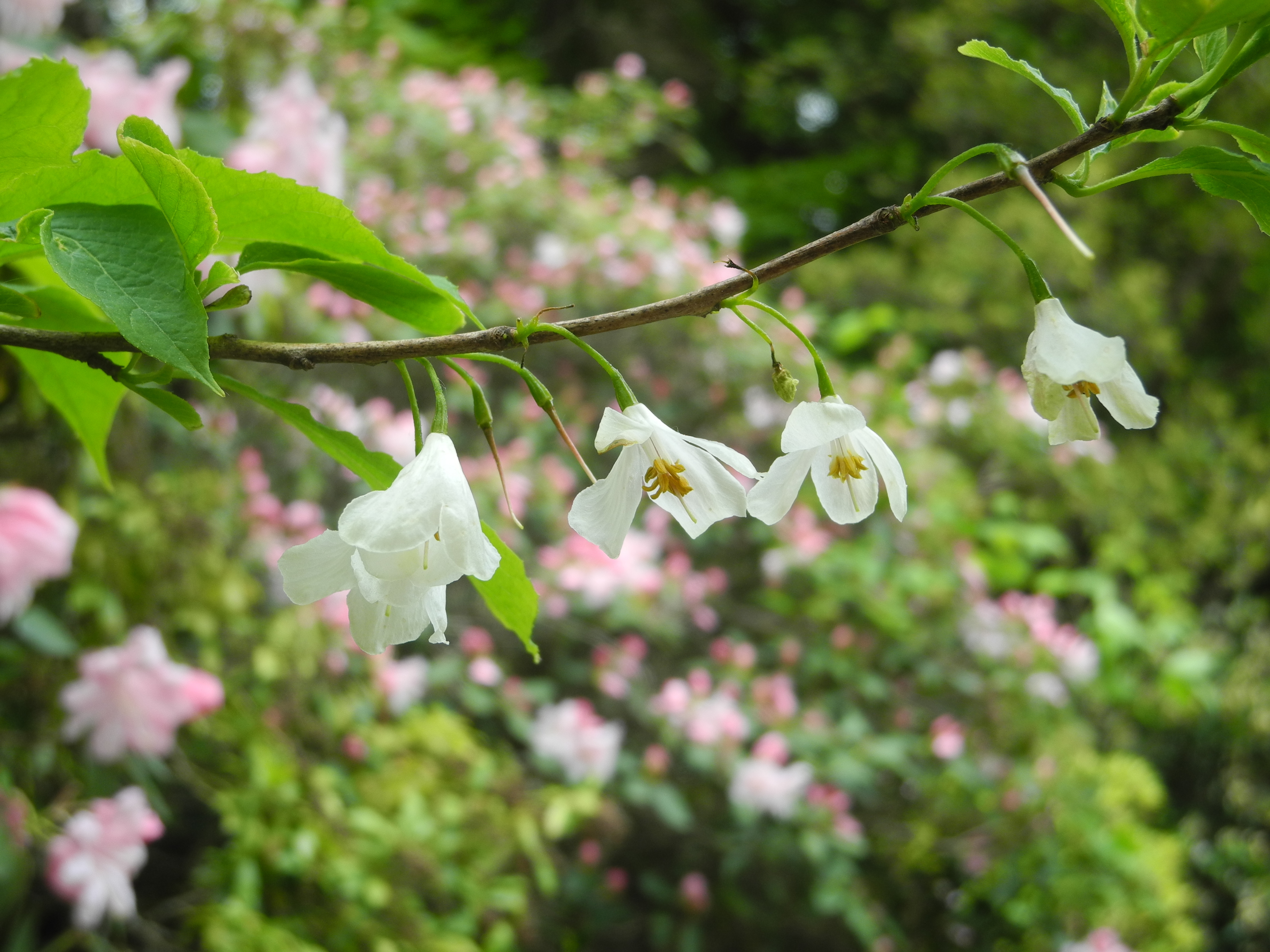
Blüten

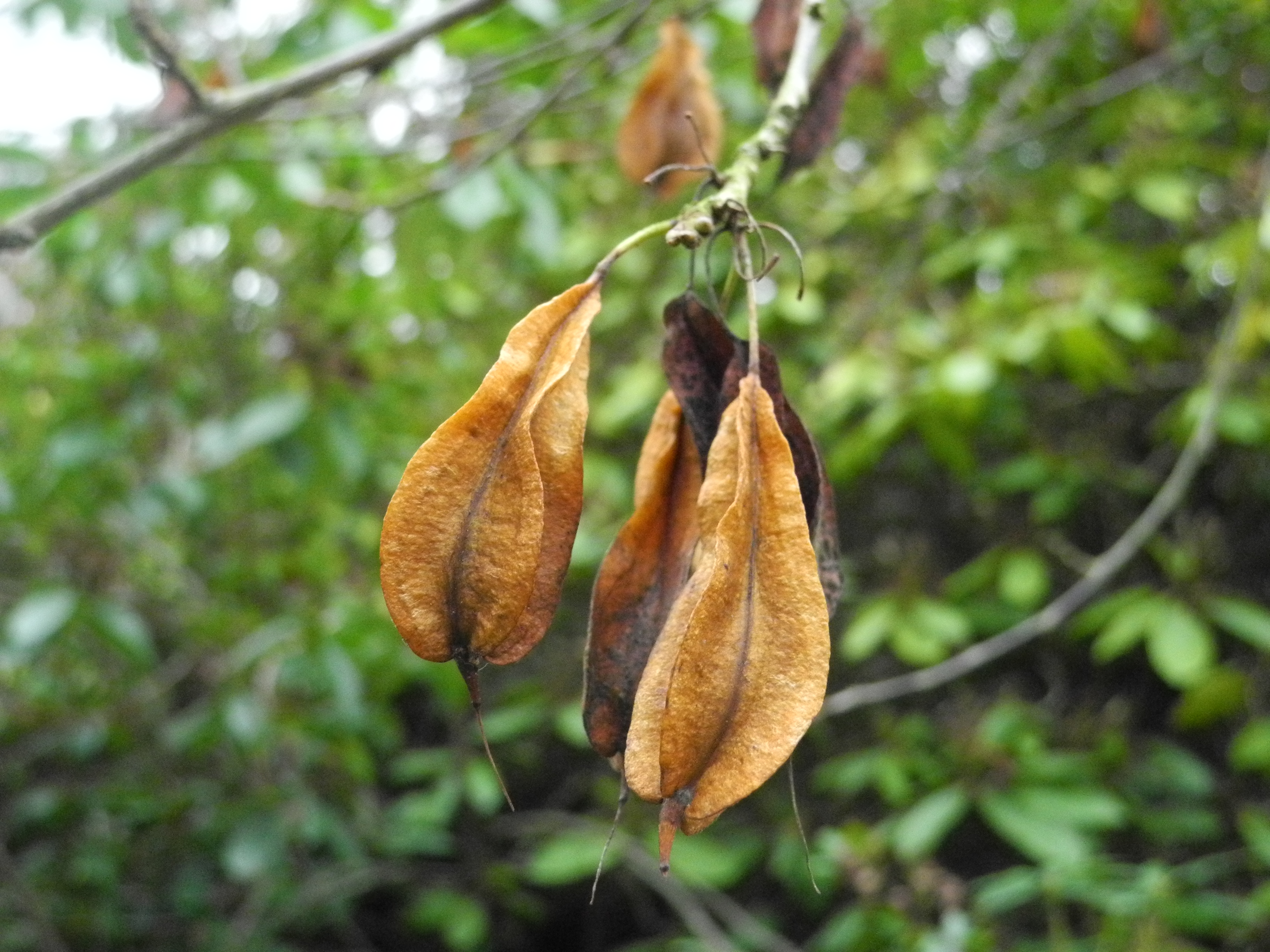
Früchte

Halesia carolina  oder der Schneeglöckchenbaum, Maiglöckchenbaum, ist ein Baum in der Familie der Storaxbaumgewächse aus den südöstlichen bis östlichen USA.

## Beschreibung
Halesia carolina wächst als laubabwerfender Baum bis über 25 Meter hoch. Der Stammdurchmesser erreicht bis zu 90 Zentimeter. Die gräuliche Borke ist rissig bis furchig.
Die wechselständigen, einfachen Laubblätter sind gestielt. Der Blattstiel ist bis 3 Zentimeter lang. Die 9–20 Zentimeter langen, dünnledrigen Blätter sind eiförmig bis verkehrt-eiförmig oder elliptisch, spitz bis zugespitzt und meist feingesägt. Sie sind unterseits weiß-gräulich behaart und verkahlend, oberseits sind sie fast kahl. Die Nebenblätter fehlen. Die Herbstfärbung ist gelb.
Die hängenden Blüten erscheinen in achselständigen Büscheln oder kurzen Trauben mit wenigen Blüten oder selten einzeln. Die zwittrigen und gestielten, vierzähligen Blüten mit doppelter Blütenhülle sind weiß. Die 2,5–5 Zentimeter langen Blütenstiele mit oben einem „Gelenk“ und der 5–6 Millimeter lange Blütenbecher sind mehr oder weniger behaart. Die vier dreieckigen Kelchblätter sind nur sehr klein. Die vier Kronblätter sind etwa 1,5–2,5 Zentimeter lang und glockenförmig verwachsen mit abgerundeten Lappen. Die Kronröhre ist in der Länge recht variabel, von kurz bis lang. Es sind bis zu 16 kurze, an der Basis verwachsene Staubblätter vorhanden. Der mehrkammerige Fruchtknoten ist unterständig mit schlankem, kahlem Griffel und kleiner, schwach gelappter Narbe.
Es werden meist ein- bis viersamige, geschnäbelten Nüsschen (Scheinfrucht, Flügelfrucht) im beständigen und vierflügeligen Blütenbecher mit Kelchresten an der Spitze gebildet. Die rippigen, schmal verkehrt-eiförmigen Nüsschen sind ohne Flügel bis 2 Zentimeter lang, mit Flügeln bis 4–5 Zentimeter. Die verkehrt-eiförmigen und hängenden Früchte stehen noch lange an der Pflanze (Wintersteher).
Die Chromosomenzahl beträgt 2n = 24.

## Verwendung
Die jungen Früchte werden als Gemüse genutzt.
Das relativ weiche und mittelschwere Holz wird für einige Anwendungen genutzt.